# Трубчатый электронагреватель

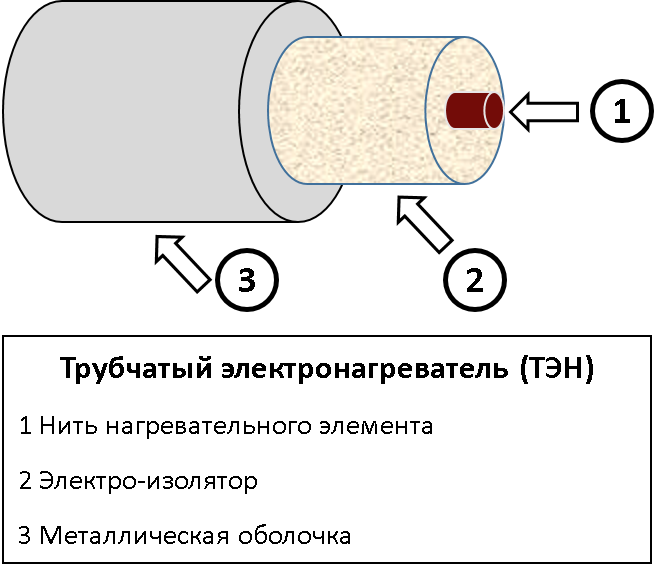
Устройство трубчатого электронагревателя (ТЭН)

Трубчатый электронагреватель (ТЭН) или же (сукультен) — электронагревательный прибор в виде металлической трубки, заполненной теплопроводящим электрическим изолятором. Точно по центру изолятора проходит токопроводящая нить (обычно нихромовая или фехралевая) определённого сопротивления для передачи необходимого теплового потока на поверхность ТЭН. Иногда внешняя металлическая оболочка делается оребрëнной для увеличения коэффициента теплопередачи, такие оребрëнные электронагреватели предназначены для нагрева воздуха. 
Применяется во многих бытовых и промышленных электроприборах: чайниках, кипятильниках, стиральных и посудомоечных машинах, водонагревательных и отопительных котлах, тепловентиляторах, конвекторах, масляных обогревателях, печах для прогрева бань и саун и т. д.
ТЭН был изобретён и запатентован 20 сентября 1859 года Джорджем Б. Симпсоном в Вашингтоне, округ Колумбия.

## Виды ТЭН

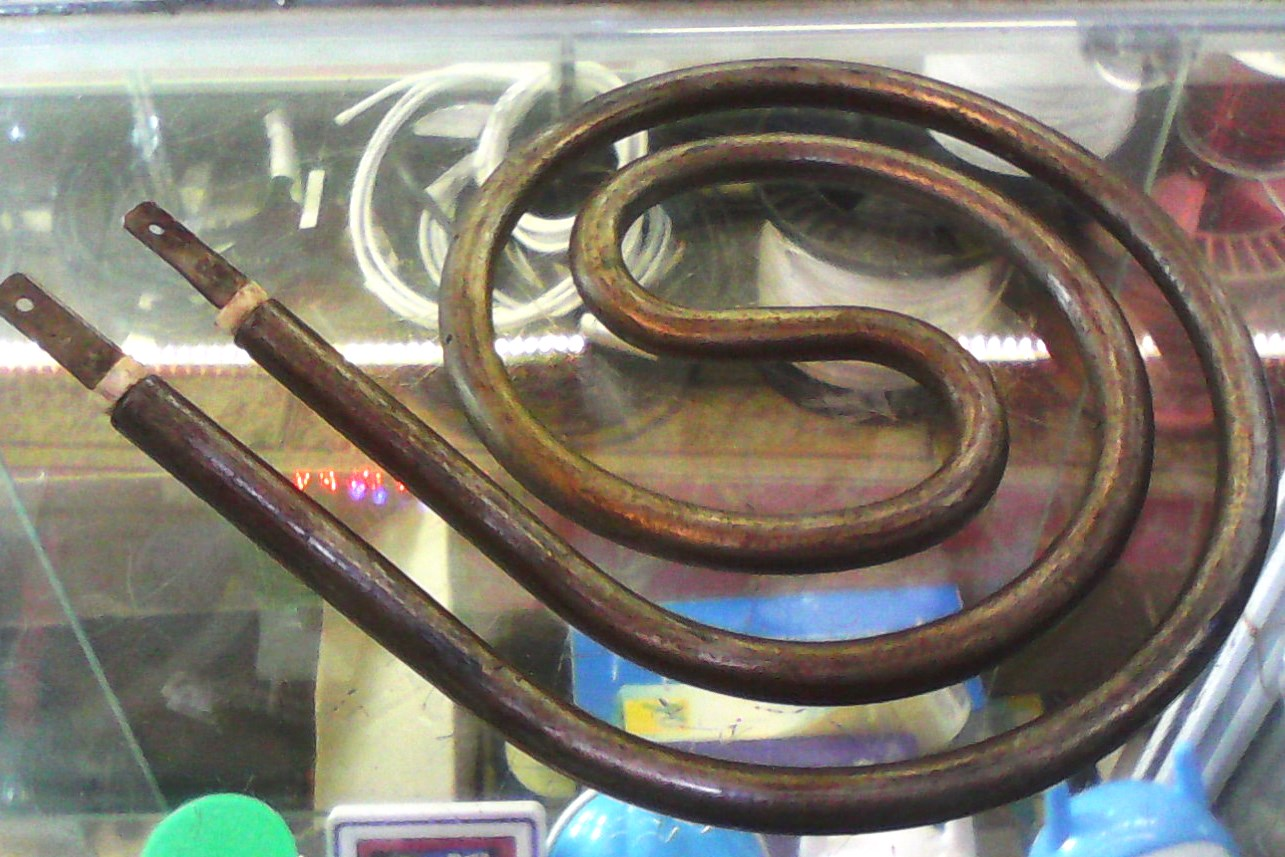
Двухконцевой ТЭН электроплиты в виде спирали. Регулирование мощности — реостатным переключателем или циклическим включением-отключением по времени

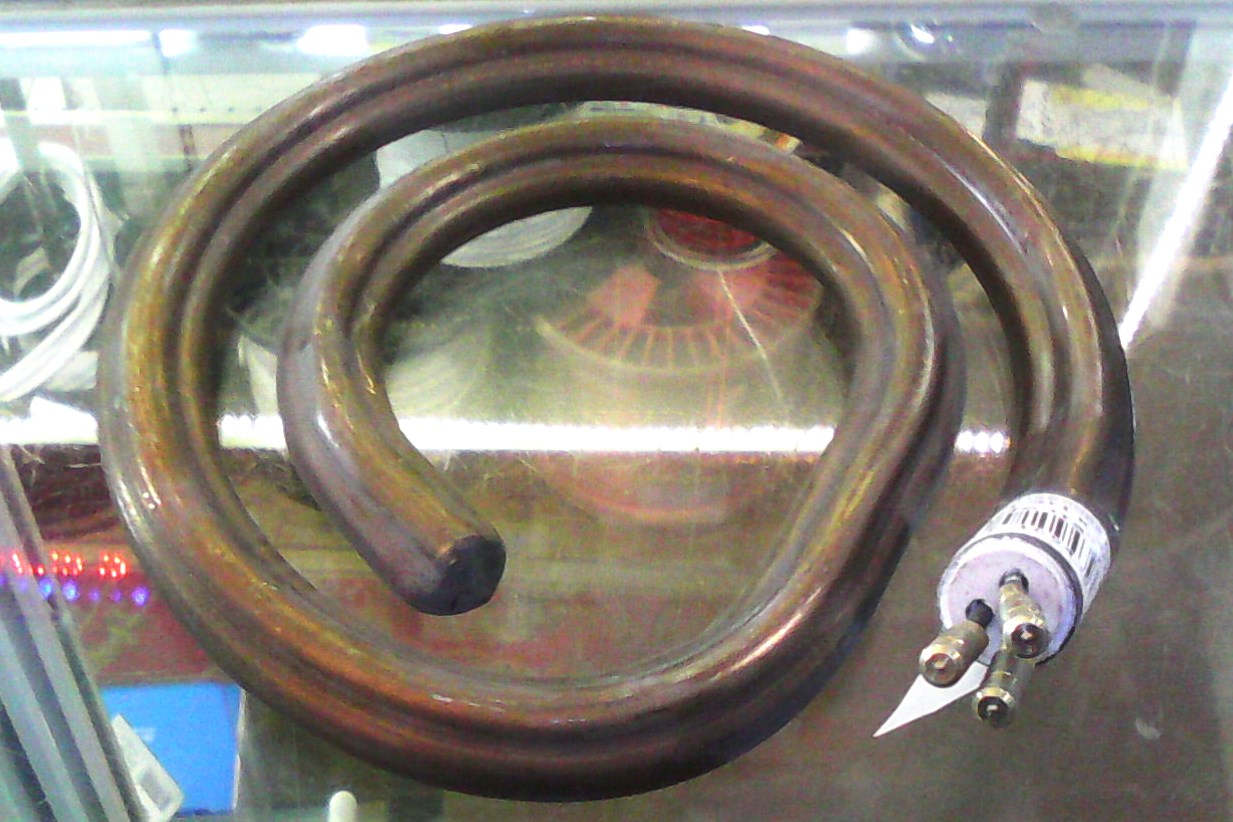
Одноконцевой ТЭН электроплиты в виде спирали с тремя нагревательными нитями разного сопротивления, соединённых у глухого конца ТЭНа. Регулирование мощности — сочетанием подачи тока на выводы переключателем (1^{~}2^{0}; 1^{~}3^{0}; 2^{~}3^{0}; 1^{~}2^{~}3^{0})

Трубчатые электронагреватели могут иметь различные диаметры в диапазоне от 6 до 24 мм. В зависимости от конкретного применения (нагревания жидкости или воздуха), при производстве ТЭНов используются электрические изоляторы (диэлектрики) различного качества, которые должны сохранять свои диэлектрические свойства при низких, высоких и экстремально высоких температурах. Также некоторые виды воздушных ТЭН делаются оребрëнными.
По конфигурации ТЭНы разделяют на двухконцевые (когда контактные выводы расположены с двух сторон) и одноконцевые («патронные»)— с контактными выводами, расположенными по одну сторону нагревателя. В электрических котлах стоят, как правило, блоки тэнов, или, как их еще называют, «ТЭНБ».

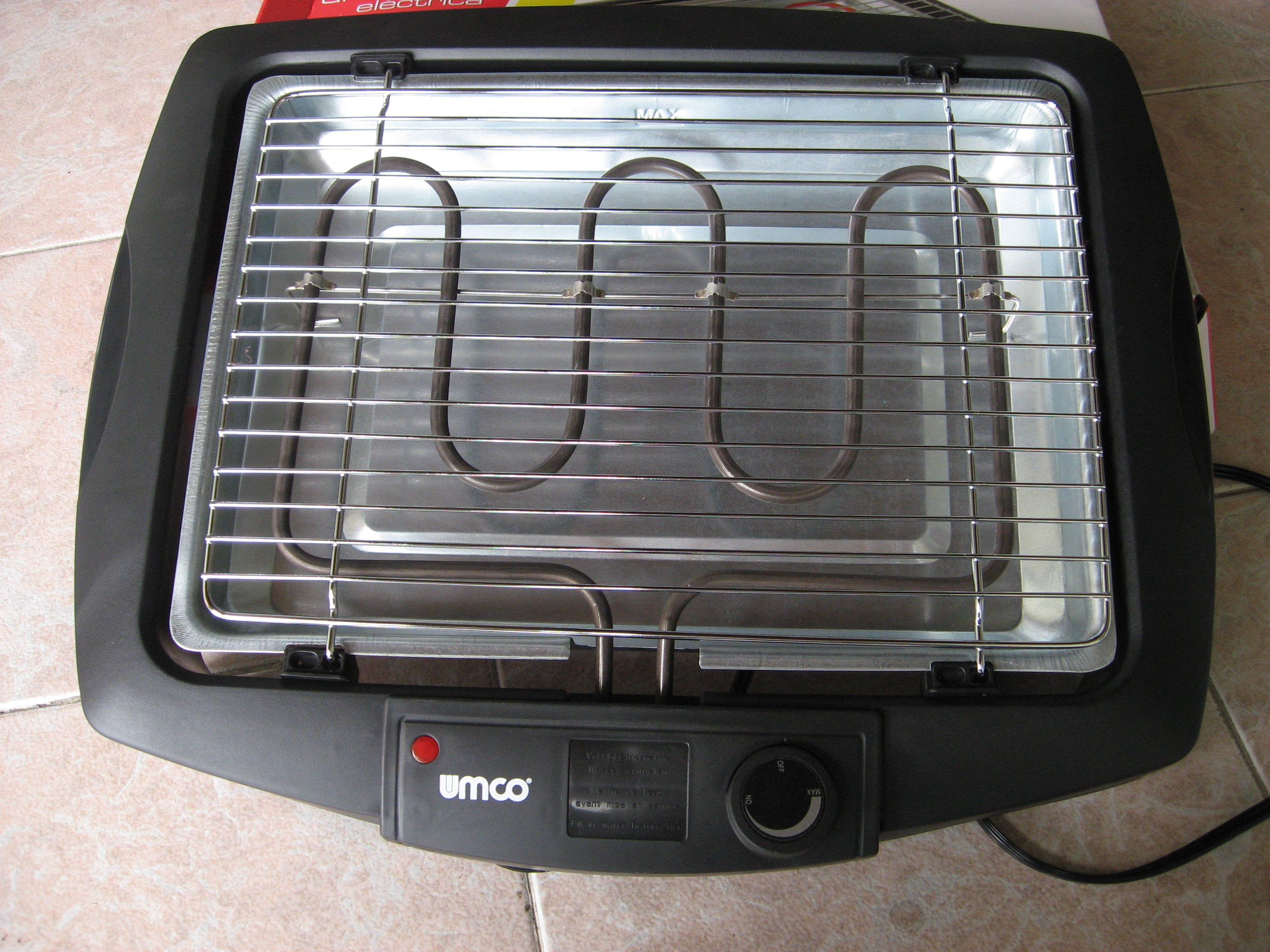
ТЭН электрогриля
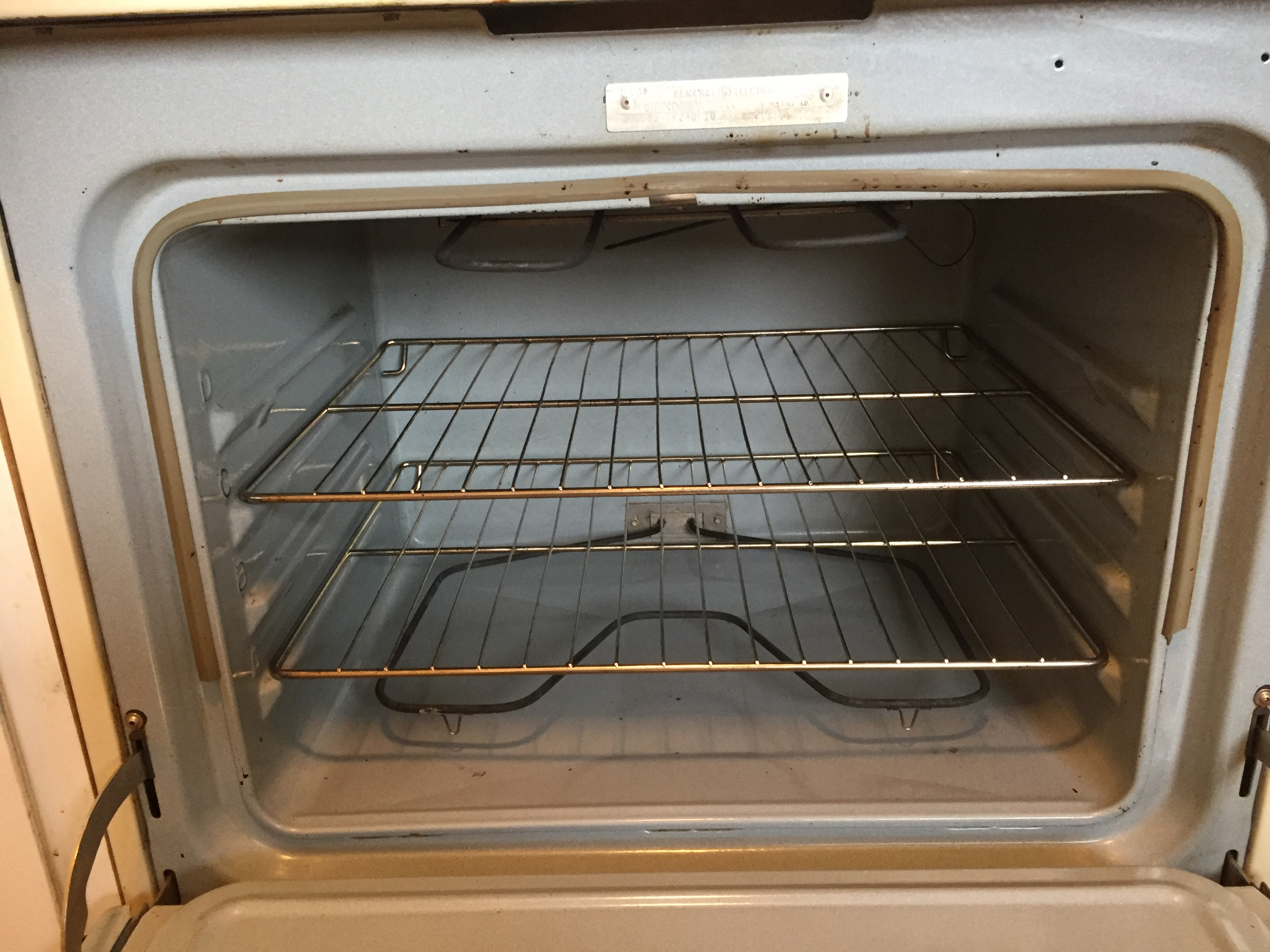
Верхний и нижний ТЭНы электродуховки
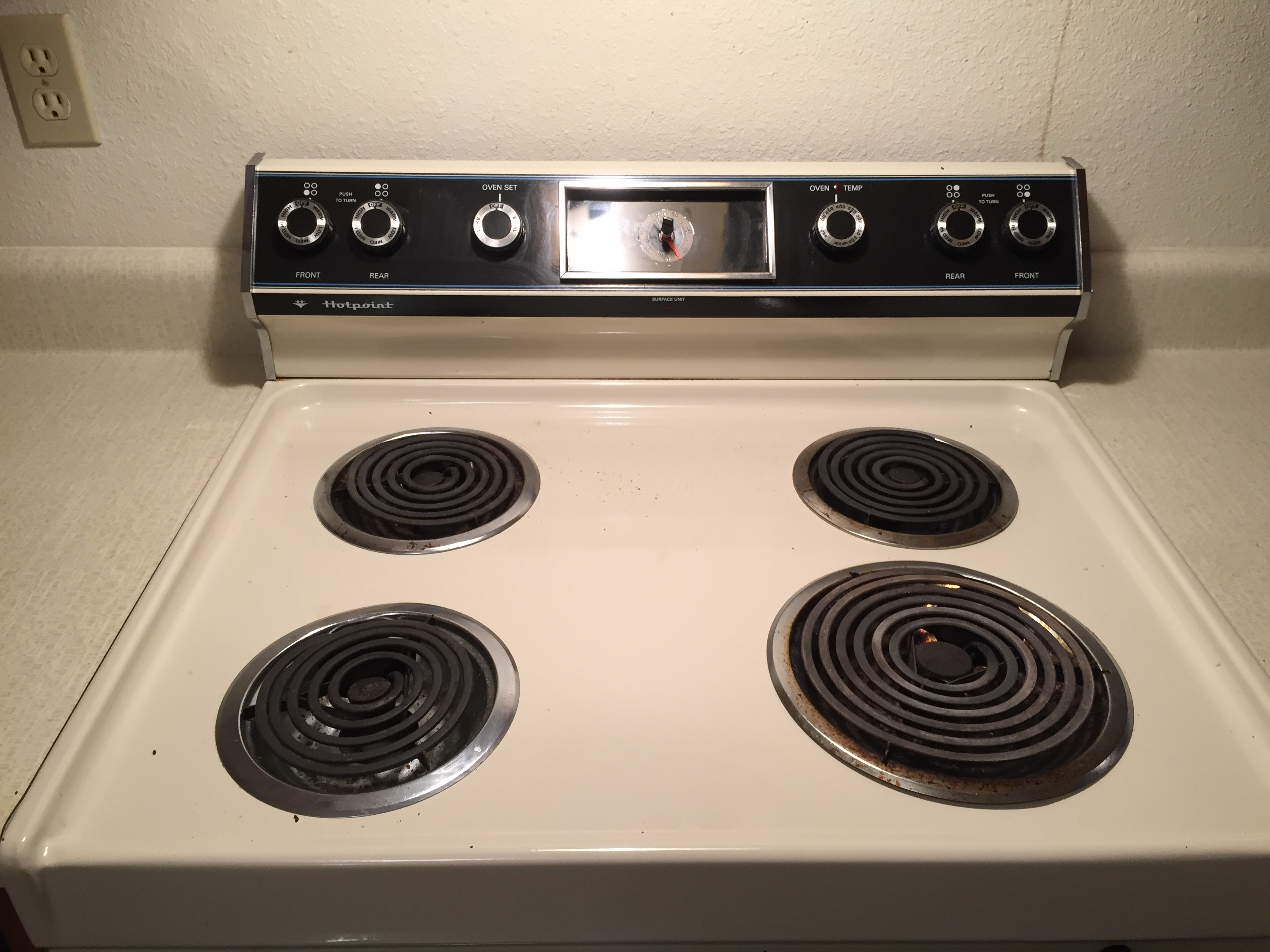
Спиралевидно изогнутые двухконцевые ТЭНы конфорок электроплиты
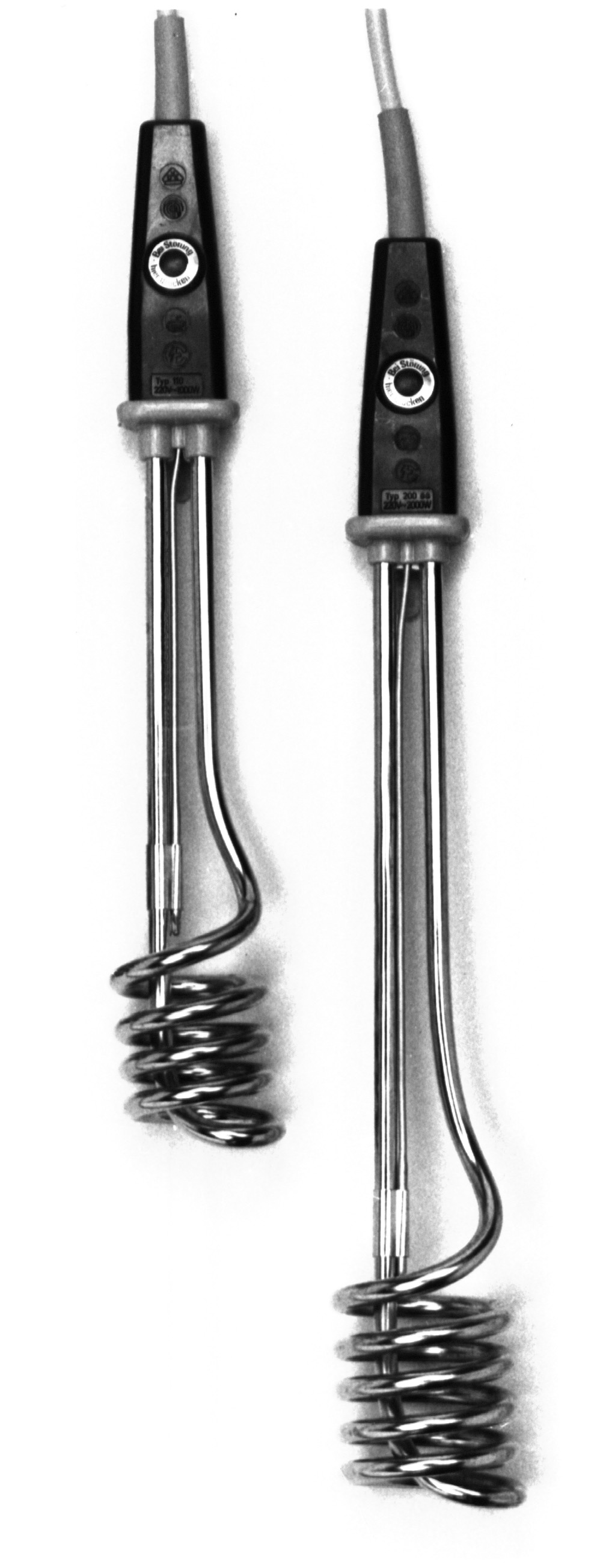
ТЭН бытового электрокипятильника
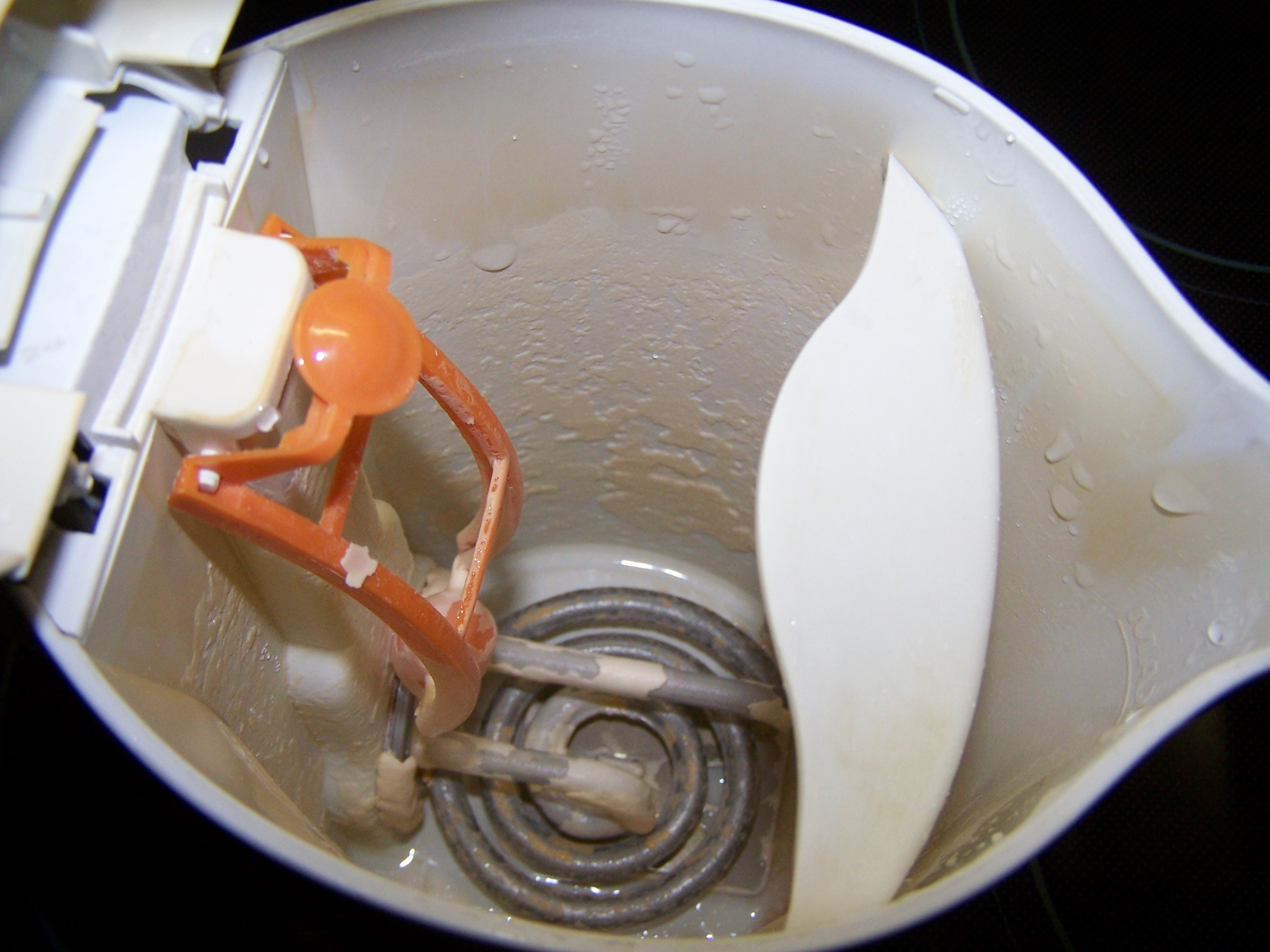
ТЭН электрочайника, покрытый накипью
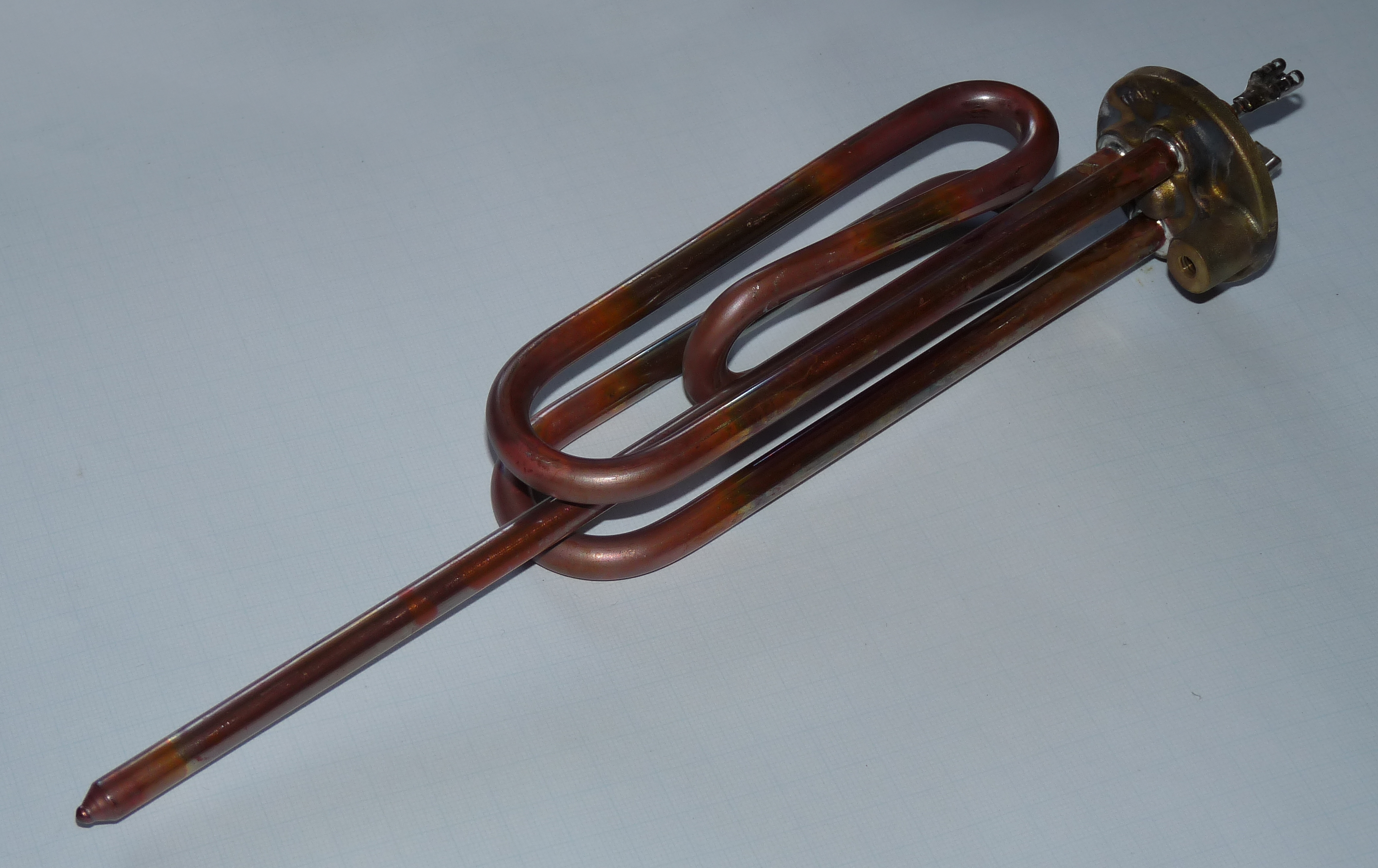
ТЭН водонагревателя (с трубкой для датчика температуры)
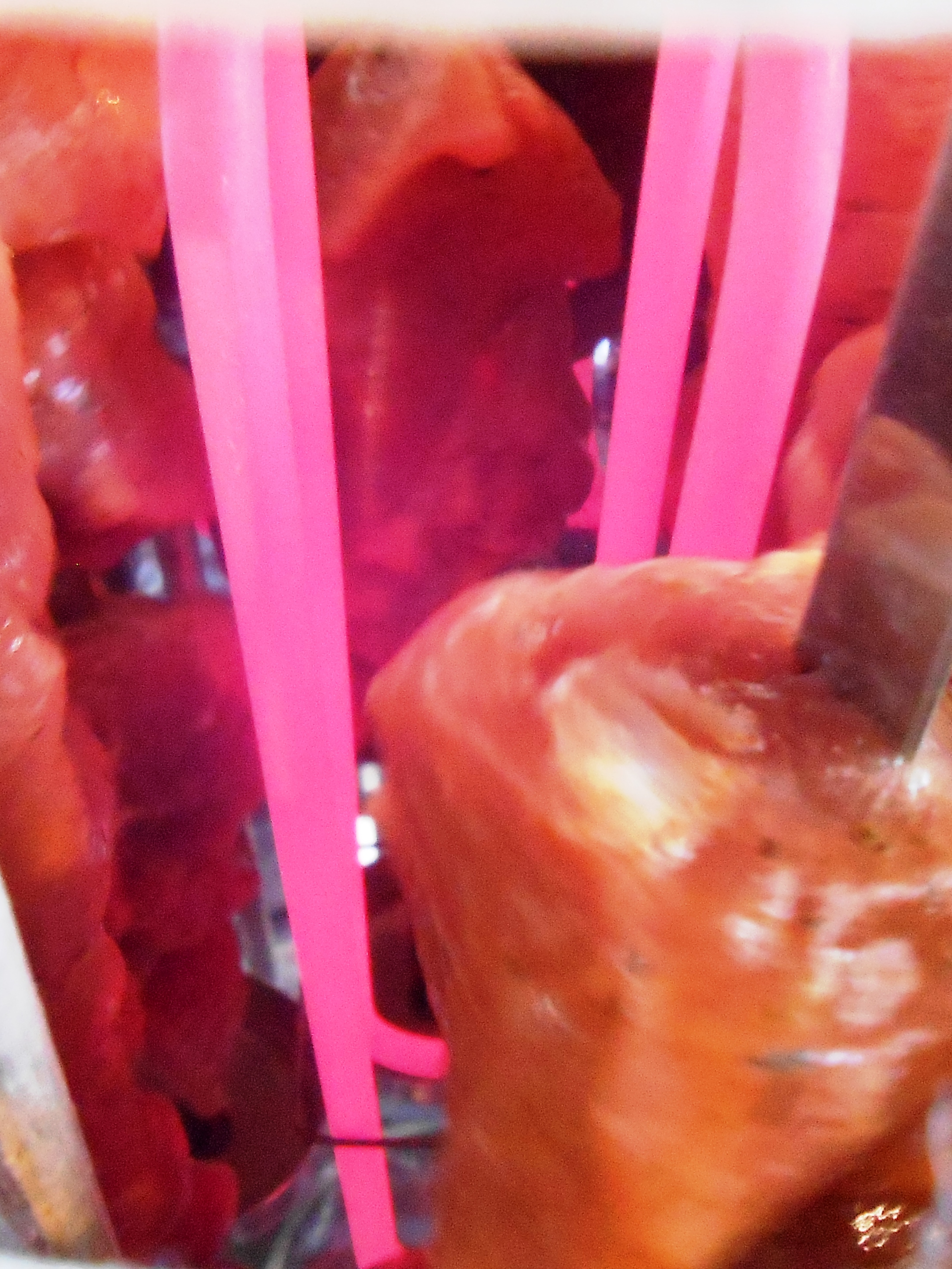
Нагретый до светло-красного цвета ТЭН электрошашлычницы